# Фельденштайн (замок, Бавария)
Фельднештайн (нем. Burg Veldenstein) — большой хорошо сохранившийся средневековый замок в Баварии на вершине холма около Нойхаус-ан-дер-Пегниц в южной части лесного массива Фельденштайнер, примерно в 50 километрах к северо-востоку от Нюрнберга.

## История

### Средние века
Достоверных сведений о годе начале строительства замка Фельденштайн и имени основателя не найдено. Но по косвенным свидетельствам приняло считать, что укрепления были заложены по приказу епископа Эйхштеттской епархии, который в 1008 году начал строительство на северной границе своих владений с согласия императора Конрада II.
В 1269 году замок впервые упомянут в документах. Причём крепость названа novum castrum (новый замок). В то время замок уже принадлежал епископству Бамберга и был Амтбургом, то есть административным центром для окрестных земель. В 1323 году замок впервые назван Фельденштайн.
Изначально укрепления использовались как место укрытия окрестных крестьян в случае опасности. Лишь в XIII веке в замке в качестве представителей епископа в Фельденштайне появились дворяне. В разное время это были рыцари фон Штёр, фон Эглоффштайн и фон Визентау, которые получали замок в качестве феода от епископа. Ханс фон Эглоффштайн значительно перестроил крепость в начале XV века.
Епископ Георг I фон Шаумберг (1449-1475) выкупил замок у рода фон Эглоффштайн и назначил наместником Филиппа Хеннеберга (1475-1487) на период реконструкции. Замок был значительно расширен. С этой поры Фельденшатйн стал резиденцией епископа. Позднее каждый из епископов хотя бы однажды приезжал в Фельденштайн, чтобы получить присягу от своих подданных.

### Новое время
Фельденштайн был одной из наиболее сильных крепостей в своём регионе. Он не раз выдерживал осады. Однако в XVI-XVII веках замок несколько раз переходил из рук в руки после успешных штурмов или подкупа. В это же время Фельденшатйн не раз подвергался разрушениях как войсками Бранденбурга, так и Нюрнберга. Серьёзные испытания выпали на эти земли во время Тридцатилетней войны. В 1632 году замок захватили шведы, а три года спустя — баварцы.
К концу XVII века епископы Бамберга восстановили Фельденштейн и вновь стали использовать его в качестве резиденции. Но в 1708 году ударом молнии пришёлся в Пороховую башню. Последовавшие взрыв и пожар нанесли замку значительные разрушения. Епископы перестали проживать в замке и он стал приходить в упадок.

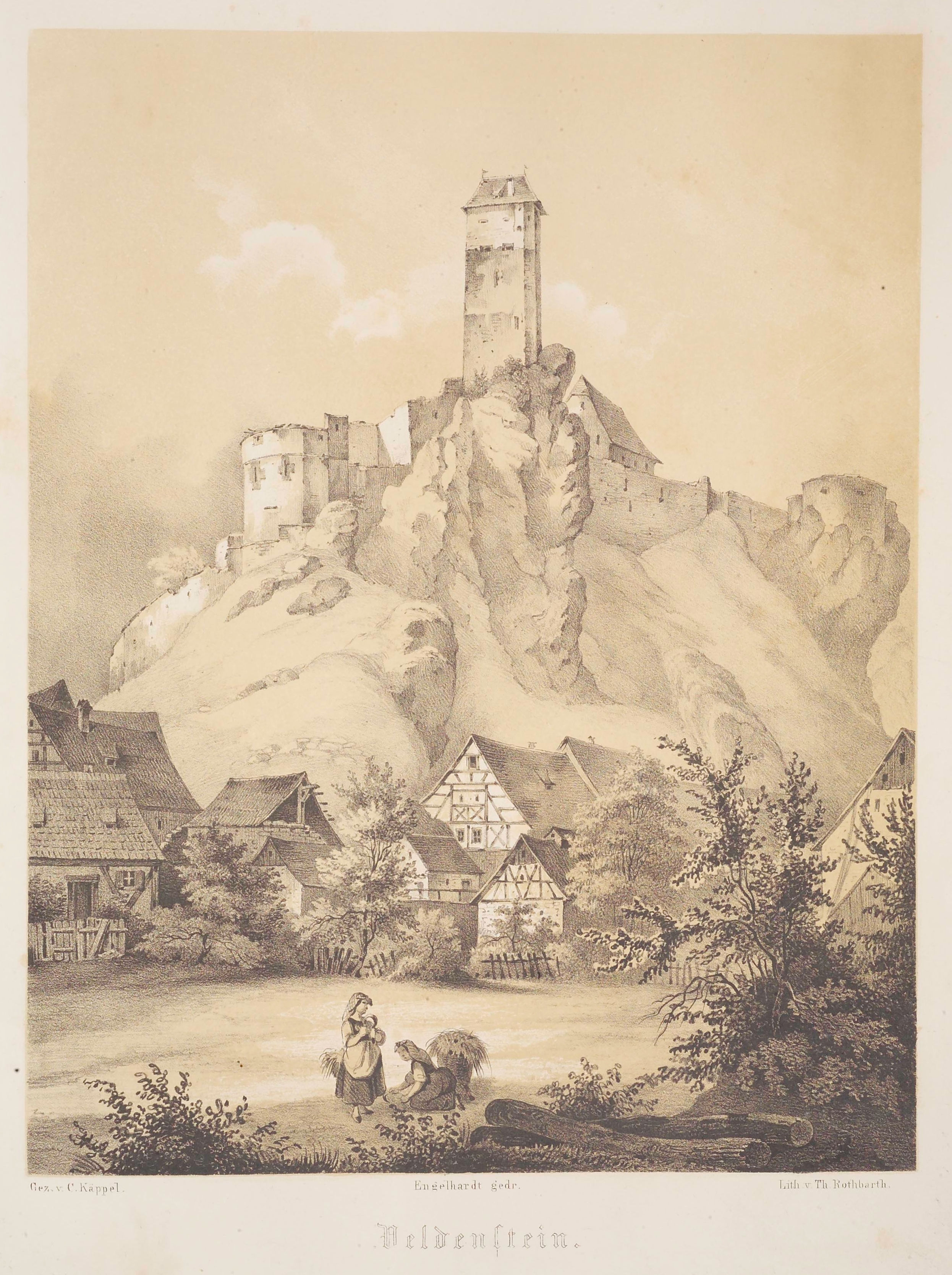
Замок Фельденштайн в 1840 году на гравюре Теодора Ротбата с рисунка Карла Кэппеля

### XIX век
В 1803 году после Люневильского договора по воле Наполеона Бонапарта во многих немецких княжествах началась секуляризация. Руины не представляли серьёзного интереса для властей Баварии и были проданы с аукциона. В последующие десятилетия полуразрушенный замок не несколько раз переходил из рук в руки. Причём разные части замка оказались в итоге у разных владельцев.
В 1861 году Вольфганг Бруннхубер продал свою часть замке Фельденштайн за 1300 гульденов отставному чиновнику окружного суда по имени Карл Генрих Фридрих Август Май. Анна Штурм продала ему же башню, и ряд сооружений в 1863 году за 300 гульденов. Таким образом замок вновь обрёл единого собственника. 
Новый хозяин уже в 1863 году начал восстанавливать жилые помещения. На месте зернохранилища был построен особняк. Бывший судья Май умер в 1873 году в замке. Все постройки унаследовала его вдова Анна Регина Май вместе со своими пятью детьми. Она продолжила реконструкцию. В 1875 году завершилось восстановление главной башни. В 1890 году Анна Май за 20 000 марок продала замок доктору Герману фон Эпенштейну, землевладельцу из Берлина.

### XX век
Новый владелец вложил огромные средства на реставрацию. До 1914 года он потратил на эти цели около миллиона марок. Под руководством нюрнбергского строителя Иоганна Грёшеля капитально отремонтировали стены, башни и ворота.
После смерти своего мужа Элизабет фон Эпенштейн продала в 1939 году замок Герману Герингу, который к тому времени стал рейхсминистром в нацистской Германии. Геринг неоднократно приезжал в Фельденштайн поохотиться. Новый хозяин отремонтировал замок. А в 1942 году под главными сооружениями крепости был построен поземный бункер с автономным электропитанием, системой очистки воздуха и водопроводом.  
В 1945 году замок после короткого сражения был захвачен армией США. Американские солдаты, вдохновлённые слухами о спрятанных здесь сокровищах Геринга, с помощью отбойных молотков проделали много дыр в стенах зданий. Но смогли найти лишь коробку с 36 старыми настольными лампами, бутылками вина, шампанского и коньяка.
После того как американцы покинули замок в нём поселили около 100 беженцев. Часть помещений была разделена перегородками на отдельные жилые комнаты. 
В 1950 году власти Баварии объявили замок земельной собственностью и историческим памятником.
С 1968 года здесь не раз проводились соревнования по соколиной охоте. 
В 1972 году замок взял в аренду предприниматель Кайзер Брэу Пэхтерин. В результате реконструкции появились гостиничные номера, а бывшая усадьба была преобразована в ресторан. В 1974 году весь комплекс был открыт для посещения. При этом в замке имелось несколько частных квартир.

### XXI век
С 2002 года в замке проходили различные фестивали. В конце июля выступали музыкальные коллективы, а во внутреннем дворе устраивался средневековый рынок.
31 декабря 2012 года срок действия договора аренды между Кайзером Брэу и властями Бавария истёк. С той поры замок находился в запустении. 
В мае 2013 года огромный фрагмент крепостной стены (весом около 300 тонн) обрушился и повредили дома у подножия холма. 16 жителей были эвакуированы. В последующие 14 месяцев замок был закрыт для посещения. После работ по укреплению стен, Фельденштайн был вновь открыт в июле 2014 года. На месте рухнувшей стены была обустроена смотровая площадка.  
Однако по соображениям безопасности замок снова закрыли. Вскоре начался капитальный ремонт крепости, который должен завершиться в 2021 году. 

## Галерея

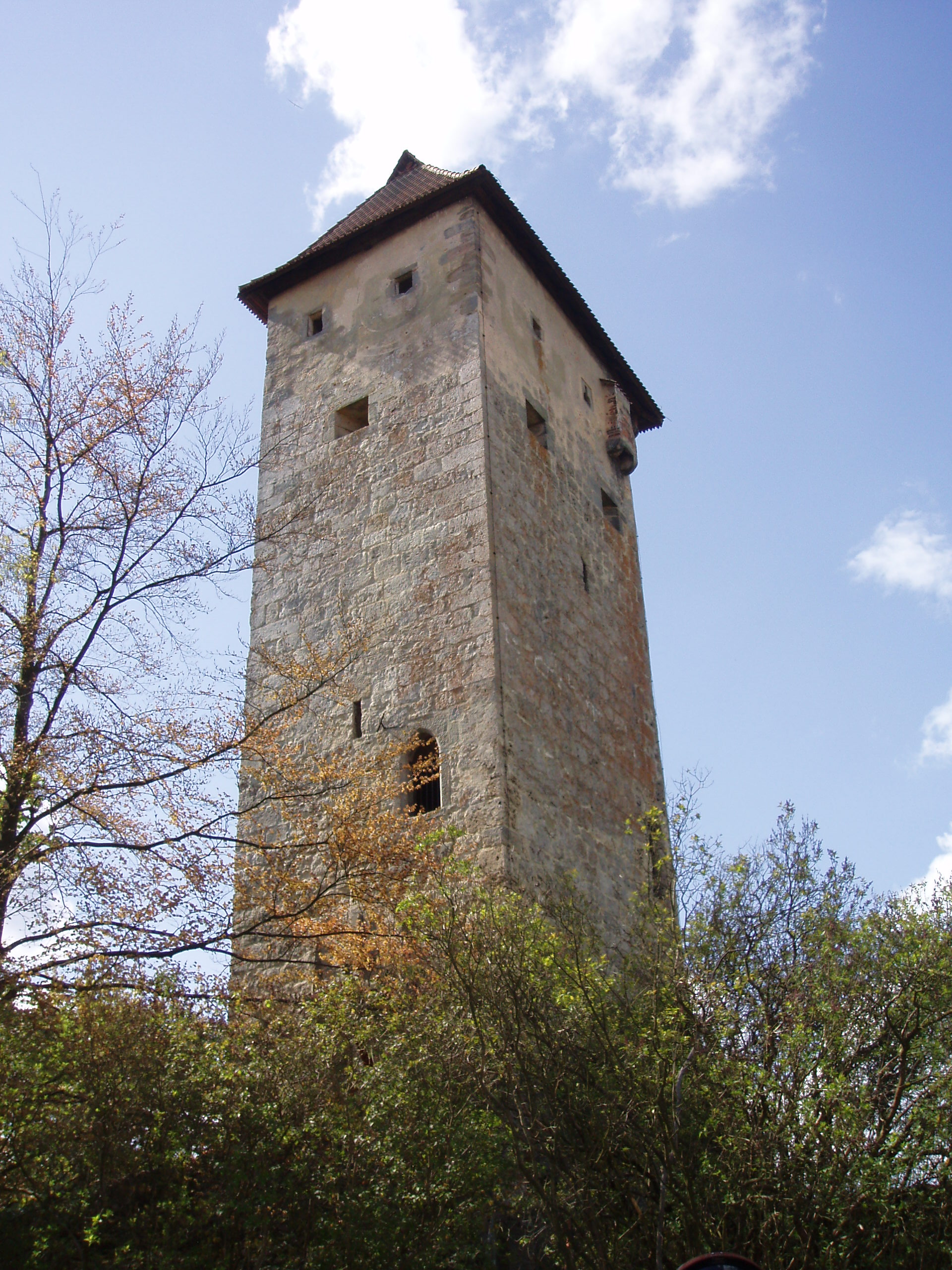
Бергфрид замка Фельденштайн
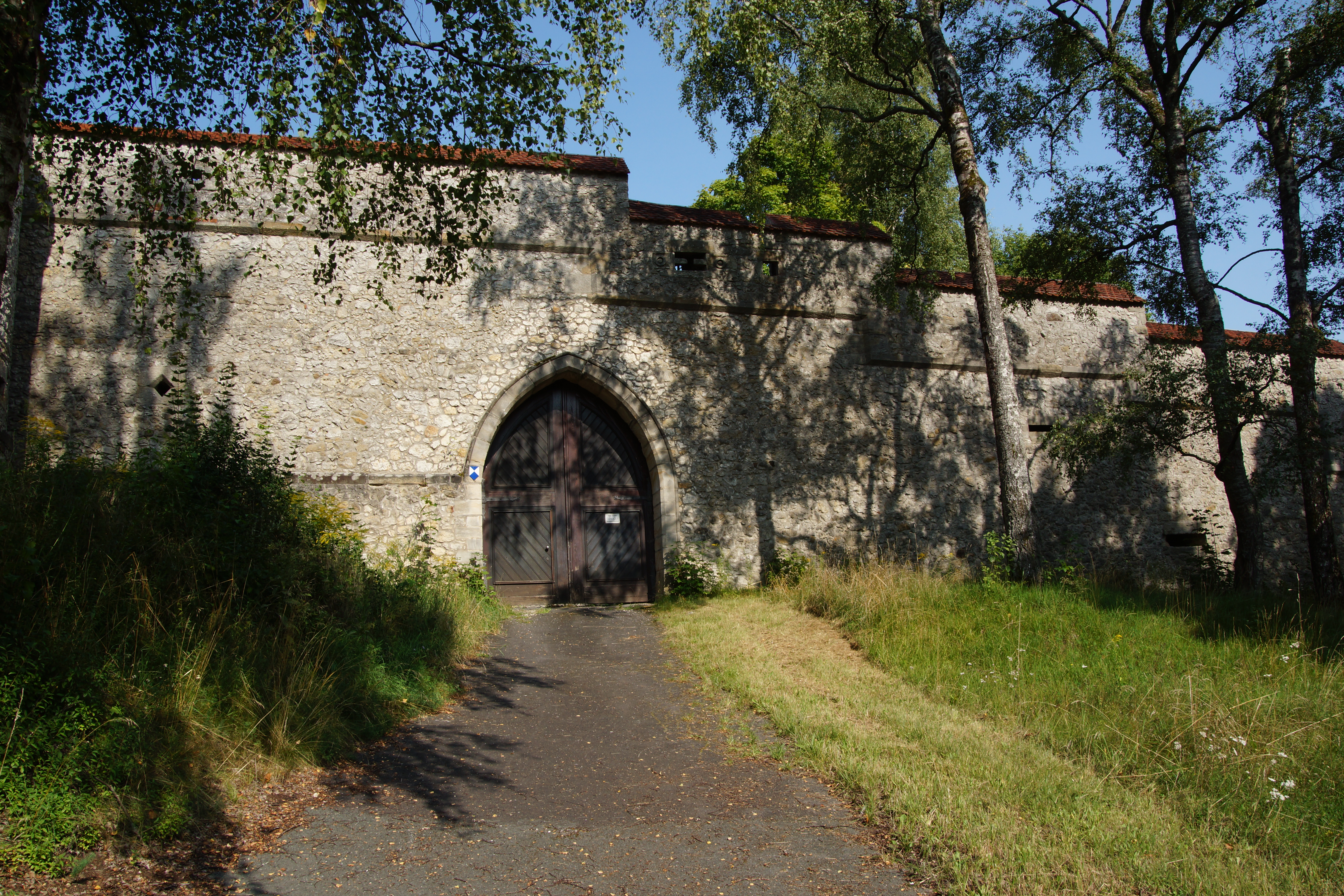
Ворота, ведущие в замок
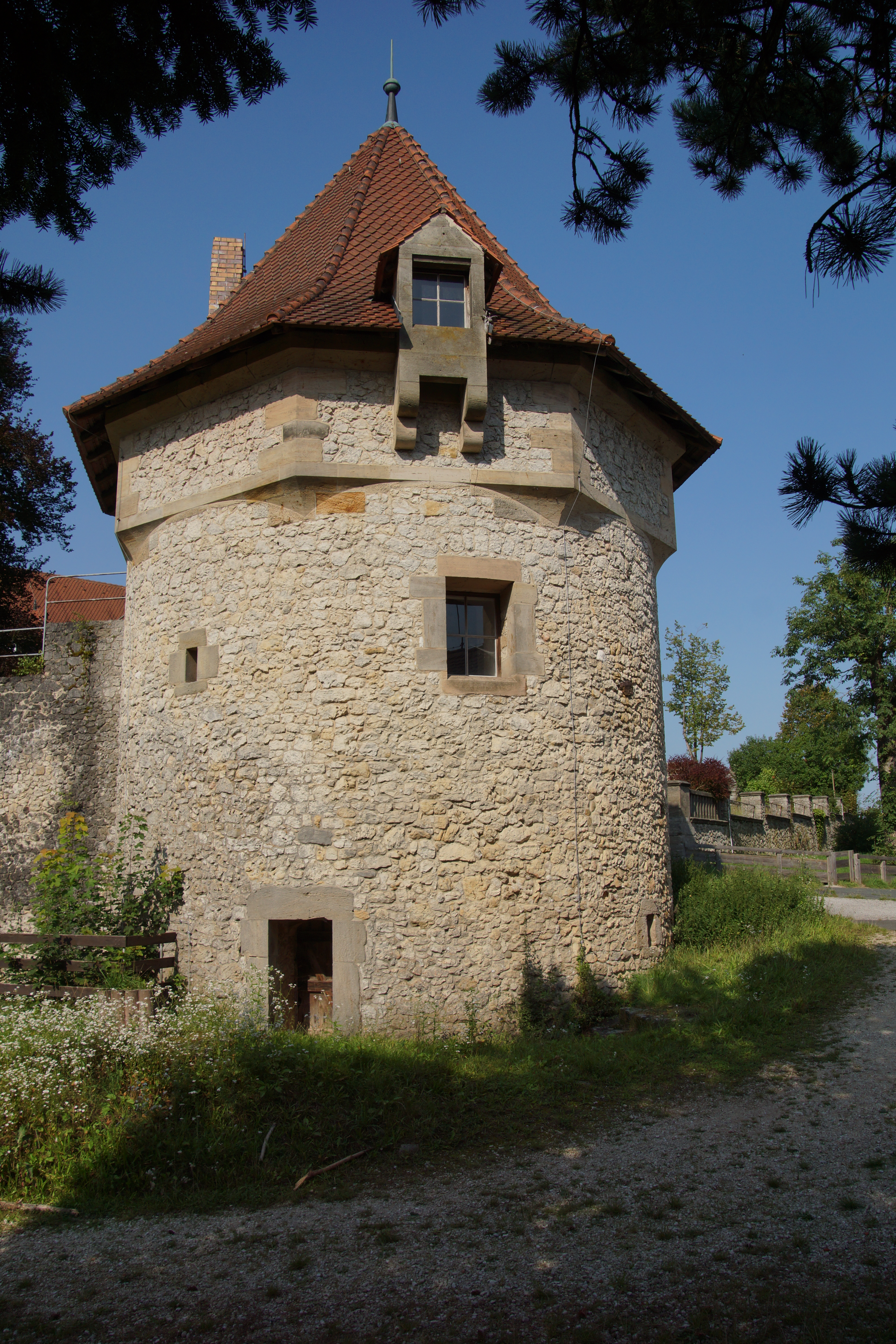
Угловая башня замка
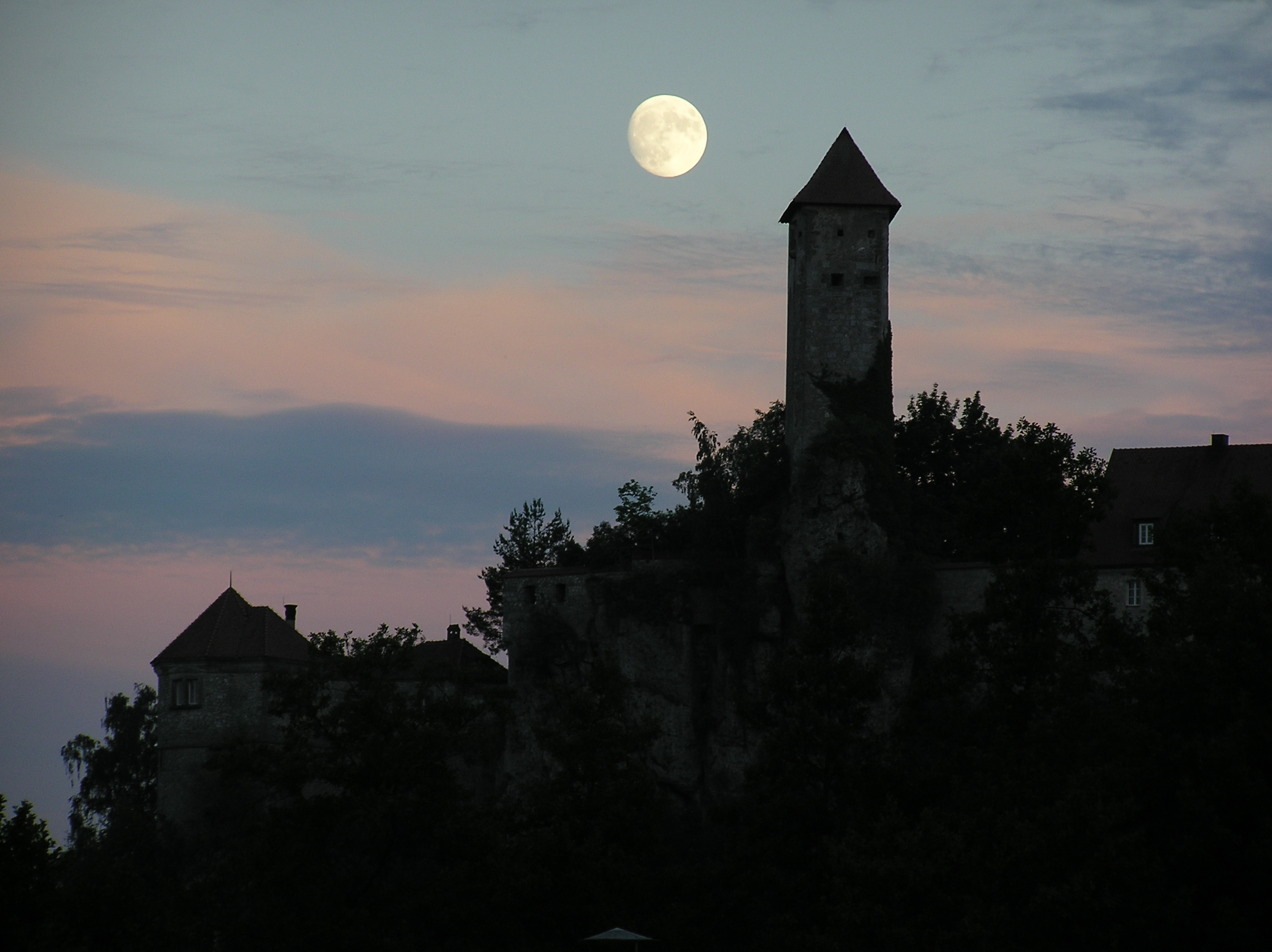
Вид замка в сумерках
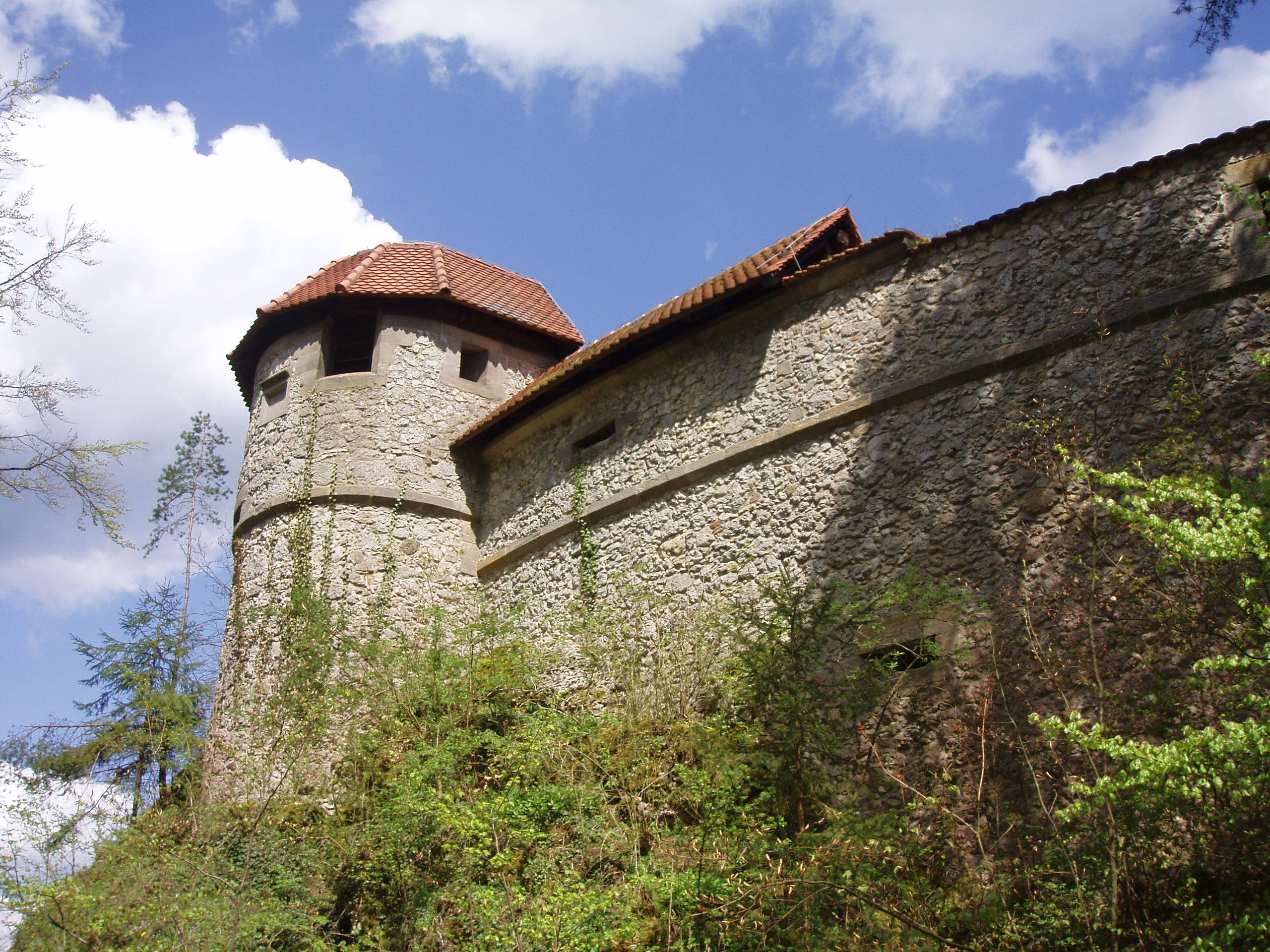
Внешняя стена замка